# Lucía García
Lucía García Córdoba (Barakaldo, 14 luglio 1998) è una calciatrice spagnola di origini basche, attaccante del Monterrey e della nazionale spagnola.
Ha vinto il campionato europeo sia con la formazione under 17, nell'edizione del 2015, che con l'under 19 nel 2017, nonché vicecampionessa mondiale con l'under 20 nel 2018.

## Biografia
García era l'unica femmina di una gravidanza quadrigemellare. Nacque all'Hospital de Cruces, ospedale universitario sito a Barakaldo, nei Paesi Baschi, a 290 km da Aller, nelle Asturie, dove vivevano i genitori, dopo che sua madre decise di farsi ricoverare in un ospedale specializzato a causa dell'aumentato rischio di un parto gemellare. Nacquero prematuramente dopo sette mesi e inizialmente furono messi in Incubatrice neonatale. Crescendo, affermò che nessuno dei suoi fratelli era particolarmente interessato al calcio e che lei giocava per strada poiché il villaggio di 200 abitanti non aveva un campo da calcio. Giocò un anno a calcio a 5 nella vicina Cabañaquinta prima di dedicarsi all'atletica leggera e al tennis per due anni, tuttavia raggiunti i 13 anni d'età un insegnante di educazione fisica le suggerì di fare un provino per la squadra giovanile dell'Oviedo Moderno.

## Carriera

### Club
Dopo aver iniziato la trafila nelle giovanili del club di Oviedo, dalla stagione 2013-2014 García viene aggregata alla neopromossa prima squadra a disposizione del tecnico Pepe Rodríguez, il quale decide di impiegarla fin dalla 1ª giornata di campionato facendo il suo debutto in Primera División, massimo livello del campionato spagnolo di categoria, l'8 settembre 2013, all'età di 15 anni, rilevando al 67' Irene del Río nella sconfitta esterna per 2-1 con il Valencia. Nonostante ancora giovanissima, Rodríguez decide di continuare a darle fiducia venendo ripagato con un bottino di 8 reti su 26 presenze in campionato, contribuendo a far raggiungere alla sua squadra il 13º posto in classifica e la conseguente salvezza. Rimane all'Oviedo Moderno per altre due stagioni, la 2014-2015 dove grazie anche ai suoi 8 su 18 presenze la sua squadra ottiene il miglior risultato dal 2003, il 10º posto in campionato, e la seguente dove, a fronte di 3 reti in 19 partite, invece l'Oviedo ha un significativo calo di competitività e terminando 15º e penultimo in Primera División è costretto a retrocedere in cadetteria.

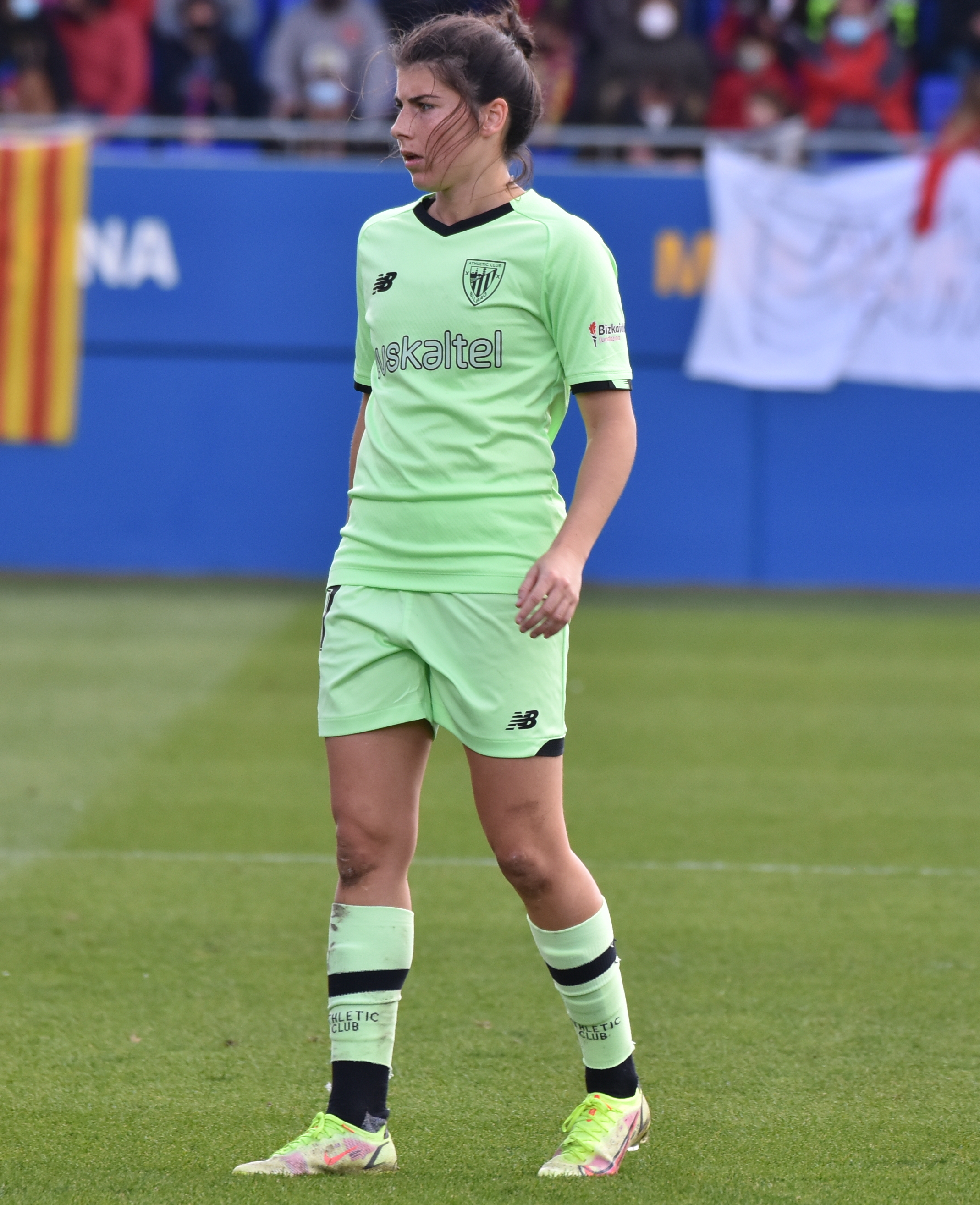
García con la maglia dell' durante la stagione 2021-2022.

Durante la successiva sessione estiva di calciomercato García coglie l'opportunità di rimanere in Primera División firmando un contratto con le campionesse in carica dell'Athletic Bilbao, club noto per annoverare da statuto calciatori di sola origine basca ma che per le particolari circostanze della sua nascita l'hanno resa eleggibile. A disposizione del tecnico Joseba Agirre fa il suo debutto con la nuova maglia il 3 settembre 2016, alla 1ª giornata di campionato, segnando peraltro una delle due reti nella vittoria con il Fundación Albacete. Quella stagione debutta inoltre in UEFA Women's Champions League, facendo il suo debutto nel torneo UEFA dalla fase a eliminazione diretta dell'edizione 2016-2017, nel primo vittorioso incontro della doppia sfida con le danesi del Fortuna Hjørring, dove però queste, a fronte della sconfitta per 2-1 all'andata riescono a ribaltare il risultato vincendo, ai tempi supplementari, al ritorno con il risultato di 3-1 eliminando le spagnole.
Dopo aver segnato rispettivamente cinque e sette reti, coppe comprese, nelle sue prime due stagioni, in quella 2018-2019 il suo apporto realizzativo si fa consistente, 13 reti in 22 partite di campionato (e nessuno in Coppa), migliore marcatrice della squadra e ottava, assieme a Esther González dell'Atlético Madrid, nella classifica marcatrici della Primera División, prestazione che aiutano l'Athletic Bilbao a chiudere all'ottavo posto in campionato. Il 13 marzo 2019 ha segnato la sua prima tripletta in carriera, nella vittoria casalinga per 4-3 con il Logroño alla 23ª giornata.

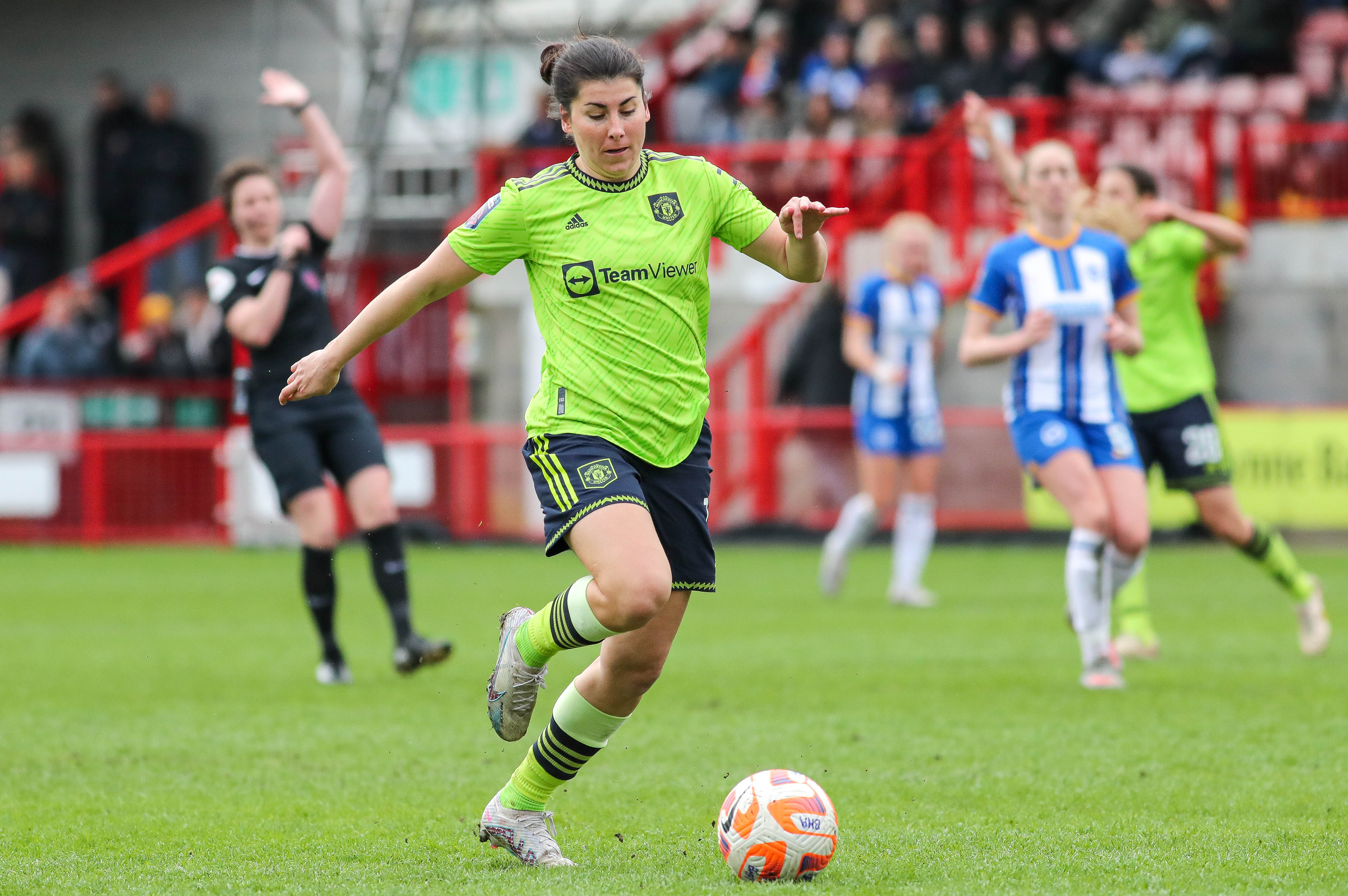
García con la maglia del durante la stagione 2022-2023.

Nonostante la stagione 2019-2020 fosse stata condizionata dagli infortuni, García ha collezionato 18 presenze in campionato, segnando 9 gol. Nella stagione successiva ha realizzato 16 reti su 29 presenze in campionato, tuttavia, nonostante i suoi successi personali, l'Athletic si è classificato all'11º posto nella Primera División, al di sotto del precedente peggior piazzamento del club (5° posto) da quando è entrato in Primera División nel 2002. Nella sua ultima stagione con il club di Bilbao, García ha segnato 12 gol di testa in campionato e la squadra è salita al 7º posto. In sei stagioni, ha segnato 63 gol in 161 presenze in tutte le competizioni, aiutando il club a raggiungere il 3º posto in campionato nel 2017-2018 e a raggiungere due volte le semifinali della Coppa della Regina. Nel maggio 2022 ha deciso di non rinnovare il suo contratto con l'Athletic (come la compagna di squadra e di nazionale Ainhoa Moraza).
Durante l'estate viene dato l'annuncio della sua prima esperienza all'estero; il 25 luglio 2022 firma un contratto biennale con le inglesi del Manchester United per vestire l'iconica maglia dei Red Devils dalla stagione entrante. Sotto la guida del tecnico Marc Skinner fa il suo esordio in Women's Super League il 17 settembre 2022, alla 2ª giornata di WSL (quella inaugurale era stata posticipata a seguito della morte della regina Elisabetta II.) nella vittoria interna per 4-0 con il Reading, prima di segnare il suo primo gol per il club la settimana successiva, nella vittoria per 2-0 in trasferta contro il West Ham il 25 settembre. Il 21 maggio 2023 García è risolutiva nella prima vittoria di sempre dello United in WSL sul Manchester City quando, sostituendo al 75' Nikita Parris, sigla in zona Cesarini (90'+1) la rete della vittoria del derby di Manchester.
Nel febbraio 2024, durante la stagione 2023-2024, García ha segnato l'unico gol dello United nella sconfitta per 3-1 contro l'Arsenal, davanti a un pubblico da record di 60 160 persone in un Emirates Stadium tutto esaurito. Nella finale della Women's FA Cup del 12 maggio 2024, García ha siglato una doppietta ed è stata nominata giocatrice dell'incontro, contribuendo significativamente alla conquista della prima FA Cup femminile per il club superando con un netto 4-0 il Tottenham davanti agli oltre 76 000 tifosi presenti allo stadio di Wembley. Un comunicato emesso dal club in data 26 giugno 2024 confermava l'intenzione di García di lasciare il Manchester United alla scadenza del suo contratto.
Lo stesso giorno viene annunciata la nuova esperienza all'estero per García, scegliendo il Messico per proseguire il suo percorso professionale. Firma un contratto con il Monterrey, vincitore del torneo di Clausura 2024 di Liga MX Femenil. Fa il suo debutto con i nuovi colori di club il 22 agosto, nella severa sconfitta per 4-0 con il Tigres UANL dell'edizione inaugurale della CONCACAF W Champions Cup. Quattro giorni più tardi, il 26 agosto, ha segnato la sua prima rete per il club al debutto in campionato nella vittoria per 5-0 sul Toluca.

### Nazionale
Grazie alle qualità espresse al precoce esordio in Primera División con l'Oviedo Moderno, García viene convocata dalla Federcalcio spagnola nel 2014 iniziando la trafila delle selezioni giovanili con la under 16. In rosa con la squadra che, allenata da Pedro López, nell'aprile di quell'anno ha partecipato al torneo di perfezionamento UEFA di sviluppo tenutosi a Stara Pazova, Serbia, si mette particolarmente in luce andando a rete già nella partita inaugurale con la Bulgaria, siglando poi, complessivamente, 5 reti in 4 incontri e contribuendo alla vittoria della sua nazionale nel torneo UEFA.
L'anno seguente López, al cui viene affidata la guida anche della under 17, la chiama per disputare la fase élite di qualificazione all'Europeo di Islanda 2015, al quale Germania, Francia e Spagna avevano accesso diretto. Dopo essere scesa in campo in tutti i tre incontri ed essere andata a segno nel primo, con la rete che fissa il risultato sul 3-0 con la Russia, la sua nazionale guadagna, da imbattuta, l'accesso alla fase finale, quindi, confermata in rosa, disputa tutte le cinque partite, determinante nel passaggio del turno al primo posto nella fase a gironi per la rete che riporta sul pareggio lo scontro con l'Inghilterra e per la tripletta inflitta alla Germania, ritorna al gol aprendo le marcature nella finale con la Svizzera, festeggiando poi, dopo la vittoria per 5-2 sulle rossocrociate, la conquista del terzo campionato europeo di categoria per la Spagna. I 5 gol segnati piazzando García al secondo posto della classifica marcatrici del torneo, uno dietro alla tedesca Stefanie Sanders.
Un anno più tardi López, passato alla under 19, la chiama per rappresentare la Spagna all'Europeo di Slovacchia 2016. Avendo, assieme all'Inghilterra, accesso alle qualificazioni direttamente dalla fase élite, la Spagna, anche grazie alla rete di García nella vittoria per 3-0 sull'Italia e alla doppietta nel 7-1 all'Irlanda del Nord, accede da imbattuta alla fase finale. In quest'occasione condivide con le compagne il percorso che si conclude con la sconfitta per 2-1 in finale con la Francia, siglando 4 reti su 5 presenze, terza nella classifica marcatrici dietro alla francese Marie-Antoinette Katoto l'olandese Jill Roord.
Il risultato nel trofeo garantisce l'accesso al Mondiale di Papua Nuova Guinea 2016 con una rappresentativa under 20, che sempre affidata a López, offre a García l'occasione di disputare il suo primo campionato mondiale in carriera. Nel torneo FIFA l'attaccante scende in campo in tutti i quattro incontri disputati dalle spagnole segnando 3 gol, la doppietta nella vittoria per 5-0 sul Canada nella fase a gironi e uno nella sconfitta per 3-2 ai supplementari con la Corea del Nord ai quarti di finale, nazionale che poi si aggiudica il titolo di Campione del mondo per la seconda volta nella storia.
Rimasta in quota anche per l'Europeo di Irlanda del Nord 2017, García ancora una volta contribuisce all'accesso della sua nazionale alla fase finale del torneo UEFA con 11 reti, delle quali quattro nella schiacciante vittoria per 18-0 sulla modesta Lettonia, sulle sei partite delle due fasi di qualificazione. Confermata da López tra le partenti verso la nazione del Regno Unito, contribuisce a riportare alla Spagna il trofeo di Campionesse d'Europa a distanza di 13 anni da Finlandia 2004, superando in finale la Francia per 3-2 in zona Cesarini grazie al gol di Patricia Guijarro al 90'. López la impiega in tutti i cinque incontri del torneo, andando a rete con le padrone di casa nella fase a gironi e con i Paesi Bassi in semifinale, seconda marcatrice spagnola dietro a Guijarro anche se poi non inserita tra le sei sue connazionali nel UEFA technical team. Come due anni prima il risultato nel trofeo garantisce l'accesso al Mondiale di Francia 2018 con una formazione under 20. Al suo secondo mondiale di categoria García marca due presenze, entrambe nella fase a gironi, andando a rete nel pareggio per 2-2 con gli Stati Uniti. La Spagna si è classificata seconda, perdendo in finale contro il Giappone per 3-1.

## Statistiche

### Presenze e reti nei club
Statistiche (parziali) aggiornate al 18 maggio 2025.
| Stagione                 | Squadra                  | Campionato               | Campionato | Campionato | Coppe nazionali | Coppe nazionali | Coppe nazionali | Coppe continentali | Coppe continentali | Coppe continentali | Altre coppe | Altre coppe | Altre coppe | Totale | Totale |
| Stagione                 | Squadra                  | Comp                     | Pres       | Reti       | Comp            | Pres            | Reti            | Comp               | Pres               | Reti               | Comp        | Pres        | Reti        | Pres   | Reti   |
| ------------------------ | ------------------------ | ------------------------ | ---------- | ---------- | --------------- | --------------- | --------------- | ------------------ | ------------------ | ------------------ | ----------- | ----------- | ----------- | ------ | ------ |
| 2013-2014                | Oviedo Moderno           | FB                       | 26         | 8          | CR              | -               | -               | -                  | -                  | -                  | -           | -           | -           | 26     | 8      |
| 2014-2015                | Oviedo Moderno           | FB                       | 18         | 8          | CR              | -               | -               | -                  | -                  | -                  | -           | -           | -           | 18     | 8      |
| 2015-2016                | Oviedo Moderno           | FB                       | 19         | 3          | CR              | -               | -               | -                  | -                  | -                  | -           | -           | -           | 19     | 3      |
| Totale Oviedo Moderno    | Totale Oviedo Moderno    | Totale Oviedo Moderno    | 63         | 19         | -               | ?               | ?               | -                  | -                  | -                  | -           | -           | -           | 63     | 19     |
| 2016-2017                | Athletic Bilbao          | FB                       | 23         | 5          | CR              | 1               | 0               | UWCL               | 2                  | 0                  | -           | -           | -           | 26     | 5      |
| 2017-2018                | Athletic Bilbao          | FB                       | 27         | 4          | CR              | 3               | 3               | -                  | -                  | -                  | -           | -           | -           | 30     | 7      |
| 2018-2019                | Athletic Bilbao          | FB                       | 22         | 13         | CR              | 2               | 0               | -                  | -                  | -                  | -           | -           | -           | 24     | 13     |
| 2019-2020                | Athletic Bilbao          | FB                       | 18         | 9          | CR              | 3               | 1               | -                  | -                  | -                  | -           | -           | -           | 21     | 10     |
| 2020-2021                | Athletic Bilbao          | FB                       | 29         | 16         | CR              | 0               | 0               | -                  | -                  | -                  | -           | -           | -           | 29     | 16     |
| 2021-2022                | Athletic Bilbao          | FB                       | 29         | 12         | CR              | 2               | 0               | -                  | -                  | -                  | -           | -           | -           | 31     | 12     |
| Totale Athletic Bilbao   | Totale Athletic Bilbao   | Totale Athletic Bilbao   | 148        | 59         | -               | 11              | 4               | -                  | 2                  | 0                  | -           | -           | -           | 161    | 63     |
| 2022-2023                | Manchester United        | WSL                      | 20         | 8          | CI              | 5               | 0               | -                  | -                  | -                  | WLC         | 3           | 0           | 28     | 8      |
| 2023-2024                | Manchester United        | WSL                      | 22         | 3          | CI              | 4               | 4               | UWCL               | 2                  | 0                  | WLC         | 4           | 1           | 32     | 8      |
| Totale Manchester United | Totale Manchester United | Totale Manchester United | 42         | 11         | -               | 9               | 4               | -                  | 2                  | 0                  | -           | 7           | 1           | 60     | 16     |
| 2024-2025                | Monterrey                | LMX                      | 17+13      | 8+5        | ChC             | 4               | 3               | -                  | -                  | -                  | -           | -           | -           | 34     | 16     |
| Totale carriera          | Totale carriera          | Totale carriera          | 283        | 102        | -               | 24              | 11              | -                  | 4                  | 0                  | -           | 7           | 1           | 318    | 114    |

## Palmarès

### Nazionale
- Campionato d'Europa under 17: 1

2015
- Campionato d'Europa under 19: 1

2017
- Cyprus Cup: 1

2018
- UEFA Women's Nations League: 1

2023-2024